# Space Channel 5
Space Channel 5 es un videojuego de ritmo de 1999, desarrollado por Sega AM9 y publicado por Sega para la consola Dreamcast. El juego está ambientado en el espacio exterior y su protagonista es Ulala, una joven reportera cuyo objetivo es salvar a los humanos de una invasión extraterrestre a través del baile y la música.
El equipo creativo, dirigido por Tetsuya Mizuguchi, planteó un título orientado al público femenino. La banda sonora está inspirada en la música de las big band de los años 1960 y fue compuesta en torno a la instrumental jazz «Mexican Flyer» de Ken Woodman. El apartado visual es de estilo retrofuturista, muy influido por la era espacial y por videoclips de artistas contemporáneos como Michael Jackson, quien accedió incluso a hacer un cameo en el nivel final.
Space Channel 5 está considerado uno de los títulos más icónicos del catálogo de Dreamcast, así como uno de los mayores ejemplos de la etapa creativa que vivieron los estudios de Sega en la década del 2000. La crítica destacó entre otros aspectos su estética visual y la jugabilidad centrada en la música. Posteriormente ha sido reeditado en otras plataformas, como PlayStation 2 (2002) y Game Boy Advance (2003).
El juego ha contado con dos secuelas: Space Channel 5: Part 2 (Dreamcast, 2002), una continuación directa de la historia, y Space Channel 5 VR: Kinda Funky News Flash! (PlayStation 4, 2020), una adaptación para dispositivos de realidad virtual.

## Sistema de juego
Space Channel 5 es un videojuego de ritmo donde el jugador controla a Ulala, una joven reportera del espacio exterior, a través de cuatro niveles lineales. 
En cada fase Ulala combate a una raza extraterrestre, los Morolians, que intenta abducir a los humanos a través de una enfermedad del baile. Para liberarlos, el jugador deberá imitar los movimientos y palabras de los extraterrestres a través de una secuencia marcada con antelación. Se utilizan los cuatro botones direccionales —izquierda, derecha, arriba y abajo— y dos botones de movimiento especial: el «A» para disparar a los Morolians y el «B» para rescatar a los rehenes. Las direcciones se recitan en inglés salvo el movimiento especial, dictado con la palabra «chu». Además de los alienígenas, Ulala se enfrenta a reporteros de canales rivales.
Los niveles son representados de forma lineal, como una emisión televisiva en directo. Para superarlos, el jugador debe realizar las secuencias correctamente y superar un porcentaje mínimo de índice de audiencia, indicado en la esquina inferior derecha. Hay dos modalidades: el «modo baile» y el «modo disparo». En la primera, Ulala imita los movimientos de baile de los rivales. En la segunda, el jugador debe distinguir entre el disparo a los enemigos y el rescate a los rehenes, cada uno con su botón correspondiente. Si el jugador supera la fase correctamente, los personajes rescatados se suman al cuerpo de baile.
Durante las peleas contra jefes finales, Ulala tiene un indicador de vida representado con corazones en la esquina superior de la pantalla. Cada error en la secuencia supone perder un corazón y una caída en el índice de audiencia. Si Ulala se queda sin corazones o comete demasiados errores que le dejan por debajo del porcentaje exigido, el jugador pierde el nivel y deberá empezar desde el principio. Después de haber completado el juego, se puede iniciar una nueva partida mejorada sobre el archivo guardado, que permite jugar de nuevo con patrones alternativos.

## Desarrollo

### Producción

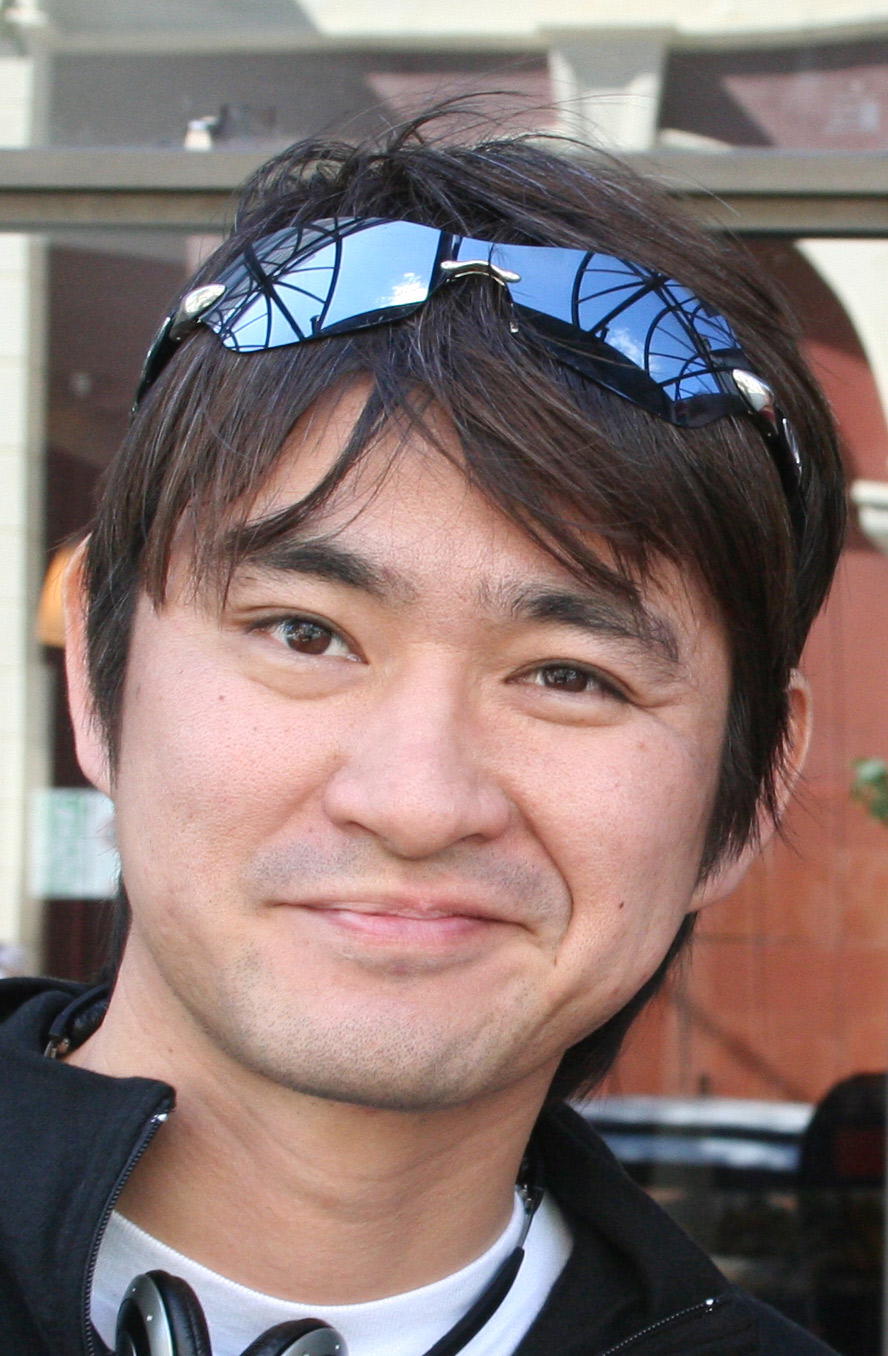
Tetsuya Mizuguchi estuvo al frente de Sega AM9, el estudio de Space Channel 5.

El desarrollo de Space Channel 5 corrió a cargo de AM9 —posteriormente United Game Artists—, un estudio de Sega liderado por Tetsuya Mizuguchi, hasta entonces conocido por su trabajo en Sega Rally Championship. El equipo de AM9 estaba formado por miembros procedentes de Team Andromeda —los creadores de Panzer Dragoon— y de la serie Sonic the Hedgehog, así como algunos debutantes en el sector. El equipo llegó a contar con hasta 27 desarrolladores.
De cara al futuro lanzamiento de Dreamcast, Sega contactó con Mizuguchi para desarrollar un juego casual orientado al público femenino. El productor no estaba familiarizado con ese segmento, por lo que hizo un estudio de mercado entre mujeres y llegó a la conclusión de realizar un juego de lógica. También era la primera vez que trabajaba en un título exclusivo para consola, ya que hasta entonces solo había desarrollado títulos arcade. Mizuguchi tuvo en cuenta las características técnicas de Dreamcast para decantarse por el género musical.
En 1997 los diseñadores Takashi Yuda y Takumi Yoshinaga, dos estrechos colaboradores de Mizuguchi en AM9, le presentaron un video conceptual de un reportero espacial que se enfrenta a alienígenas en el interior de una nave, al ritmo de una instrumental llamada «Mexican Flyer». Por otro lado, Mizuguchi se inspiró en la obra de teatro musical Stomp, donde los actores reclamaban la interacción del público, para imponer un videojuego de ritmo interactivo. El productor llegó incluso a contratar un mimo para instruir a sus empleados en comedia física y que asimilaran mejor el concepto. El proceso de desarrollo duró dos años y no concluyó hasta mediados de 1999.

### Diseño y gráficos

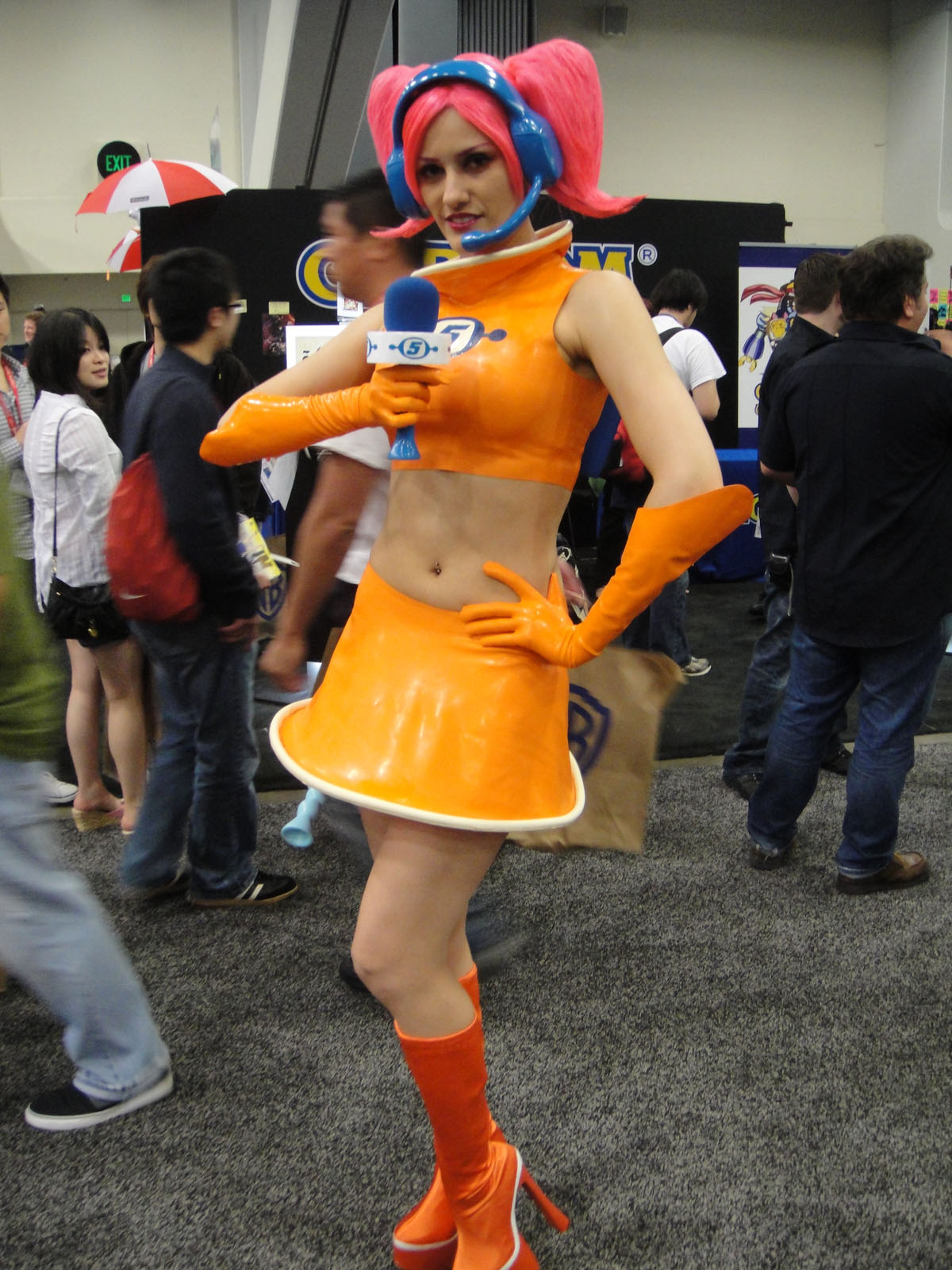
Cosplay de Ulala en la WonderCon 2011.

A nivel gráfico, Space Channel 5 combina personajes y efectos visuales con modelado 3D sobre fondos prerrenderizados en CGI: los escenarios son videos FMV reproducidos tras los modelos poligonales. Esto responde a una decisión técnica, ya que Mizuguchi quería que la historia del juego fuese comparable a una película. La sincronización de gráficos y música fue uno de los aspectos más complicados durante el proceso de desarrollo. La captura de movimientos de baile se hizo en rotoscopia con bailarinas profesionales como Nazu Nahoko, quien también interpretaba a Ulala en las presentaciones en vivo en Japón. El contenido total ocupa el 99,5% del espacio disponible en el GD-ROM. La secuela de 2002, Space Channel 5: Part 2, sí utiliza gráficos completamente tridimensionales. 
El diseño de personajes corrió a cargo de dos mujeres, Yumiko Miyabe y Mayumi Moro, mientras que la dirección del diseño de juego recayó en Takumi Yoshinaga. También formó parte del equipo el estadounidense Jake Kazdel, quien posteriormente trabajó con Mizuguchi en Rez. El arte conceptual está basado en los entornos retrofuturistas de la era espacial de los años 1960, con referencias que abarcan Star Wars, Austin Powers, Monty Python y la corriente Swinging Sixties.
Ulala, la protagonista del juego, fue concebida por Takashi Yuda y no había sido incluida en el video de presentación, sino que fue diseñada posteriormente. Aunque Space Channel 5 estaba orientado al público femenino, los desarrolladores quisieron que Ulala fuese físicamente atractiva para llegar también a los hombres. El equipo artístico ideó un vestuario futurista que lo reforzase, con peinado rosa y un traje corto naranja que dejaba ver parte del cuerpo, y dotaron a Ulala de una personalidad enérgica, valiente y con autoconfianza. Por otro lado, los Morolians fueron creados por Mayumi Moro, quien les prestó su nombre.

### Música
La banda sonora del juego corrió a cargo de Naofumi Hataya y Kenichi Tokoi, del sello musical WaveMaster. Está inspirada en las big band de jazz de los años 1960 y fue una de las primeras decisiones confirmadas por el equipo de desarrollo. Toda la música se compuso en torno a una instrumental ya existente, «Mexican Flyer» de Ken Woodman, que había sido publicada en 1966. Takashi Yuda la había descubierto de casualidad en un recopilatorio, y cuando Mizuguchi dio luz verde al proyecto tuvieron que contactar con su entorno para negociar los derechos de autor. El desarrollo no se pudo iniciar hasta la firma del acuerdo.
El estilo cambia con cada nivel, desde las big band en las primeras fases hasta unos últimos niveles que incorporan géneros de electrónica, como trance y techno. El equipo combinó música en calidad CD con samples de midi. De acuerdo con Hataya, uno de los aspectos más complicados de la producción fue incluir tantos géneros en un solo GD-ROM y que la variedad musical encajase en la historia. A nivel visual hay también una clara influencia de los videoclips de la era MTV, tales como Thriller de Michael Jackson o Sledgehammer de Peter Gabriel. El propio Jackson, que tenía una buena relación con Sega desde Moonwalker, aceptó hacer un cameo en el nivel final como «Space Michael».
Los actores de doblaje en la versión japonesa eran los propios desarrolladores: Mineko Okamura prestó su voz tanto a Ulala como a los Morolians. En la versión internacional Sega contrató a una actriz profesional, Apollo Smile.

## Recepción

### Comercial
En el momento de su lanzamiento, las ventas de Space Channel 5 quedaron por debajo de las previsiones debido al irregular desempeño de Dreamcast. En Japón se superaron las 93.600 copias, siendo uno de los cuarenta títulos más vendidos de la plataforma en ese país. No obstante, Ulala tuvo cierto éxito comercial como símbolo de Dreamcast y contó con merchandising oficial. La secuela del original, Space Channel 5: Part 2, funcionó mejor al vender más de 150.000 unidades solo en Japón.

### Crítica
La versión para Dreamcast tuvo reseñas positivas de la crítica, con una valoración de 84 sobre 100 en el agregador de reseñas GameRankings. En términos generales la prensa valoró la banda sonora, el diseño, el sistema de juego y la originalidad de la propuesta, mientras que el aspecto negativo en el que más coincidieron fue la duración y algunos problemas de sincronización por el uso de videos FMV.
En el análisis de GamePro, se comparó su mecánica con la de PaRappa the Rapper y Dragon's Lair. Entre la prensa en español, Hobby Consolas lo definió como «uno de los títulos más originales del catálogo, con un apartado técnico impecable», si bien aseguró haberle bajado la nota porque resultaba muy corto. Y en Superjuegos se valoró la sincronización de los gráficos con las secuencias de video, así como su originalidad por ser un título que «difiere del concepto al que estamos acostumbrados». 
Space Channel 5 obtuvo cuatro nominaciones en los Japan Game Awards de 1999. También compitió por «mejor animación» y «mejor título innovador de consola» en los premios de la Academy of Interactive Arts & Sciences de 2001, y obtuvo una nominación en los Premios BAFTA de 2002 al «mejor sonido».
La versión de PlayStation 2 gozó de reseñas similares a la original, mientras que la adaptación para Game Boy Advance fue muy criticada por la baja calidad de los gráficos y los problemas en el sistema de juego.

## Secuelas

### Space Channel 5: Part 2
En enero de 2002 se publicó una secuela, Space Channel 5: Part 2, con lanzamiento simultáneo para Dreamcast y PlayStation 2. Esta entrega incluía mejoras en la jugabilidad, modo multijugador y gráficos completamente tridimensionales. A pesar de que Mizuguchi no estaba convencido de que saliera adelante por las bajas ventas de Dreamcast, Sega aceptó hacerla porque Ulala sí había tenido repercusión comercial. La segunda parte duplicó las cifras del título original, con más de 150.000 unidades vendidas en Japón, y ha sido remasterizada en alta definición para la séptima generación de consolas. 
Space Channel 5: Part 2 fue el último videojuego publicado por United Game Artists. En septiembre de 2003, Sega hizo una reestructuración interna de sus desarrolladoras y los miembros de UGA fueron subrogados a Sonic Team. Al mes siguiente, Mizuguchi dejó la empresa para fundar su propio estudio, Q Entertainment.

### Space Channel 5 VR
En 2020 salió a la venta Space Channel 5 VR: Kinda Funky News Flash! para PlayStation 4 y PC. Desarrollado por Grounding Inc., se trata de una adaptación del título original para dispositivos de realidad virtual.

## Legado
Space Channel 5 está considerado un título importante para el desarrollo de videojuegos musicales en general y de los videojuegos de ritmo en particular, tanto por su planteamiento como por el impacto que tuvo en la década de 2000. Es también una de las referencias más citadas del catálogo de Dreamcast, ya que representa la libertad creativa que Sega dio a sus estudios con su última consola. Tetsuya Mizuguchi acabó desarrollando otros títulos musicales como Rez (PS2, 2001), Space Channel 5: Part 2 (Dreamcast y PS2, 2002) y Lumines (PSP, 2004).
El juego contó con merchandising que incluía muñecos de los Morolians, peluches, ilustraciones y la banda sonora original. En julio de 2001 se publicó en Japón una aplicación para teléfonos móviles, Ulala's Channel J, desarrollada por Sonic Team en exclusiva para J-Phone, que incluía minijuegos de ritmo y contenido descargable, y cuyo éxito fue una de las razones por las que Sega apostó finalmente por Space Channel 5: Part 2. A nivel internacional, Sega había llegado a un acuerdo con MTV para hacer boletines informativos presentados por Ulala como reportera virtual, pero este proyecto nunca salió adelante.
Sega ha incluido a Ulala como personaje jugable en Sonic Riders (2006), Sega Superstars Tennis (2008), Sonic and Sega All-Stars Racing (2010) y Sonic and All-Stars Racing Transformed (2012), y como cameo en la versión de Samba de Amigo para Wii (2008). También es un personaje desbloqueable en Project × Zone (2012), desarrollado por Monolith Soft. Por otro lado, United Game Artists incluyó a los Morolian como personajes desbloqueables en Rez (2001). 

## Controversia
En 2003 Lady Miss Kier, vocalista de Deee-Lite, demandó a Sega por presunta violación de derechos de autor en Space Channel 5, ya que consideraba que el diseño de Ulala era indistinguible del personaje que había creado para su grupo. Una de las pruebas que aportó fue una oferta de Sega Europa, realizada en julio de 2000, para promocionar el videojuego en Inglaterra con su canción más famosa, Groove Is in the Heart. El juzgado desestimó la demanda, alegando que no había ninguna relación entre ambos, e impuso a Kier el pago de las costas procesales, valoradas en 600.000 dólares.
Cinco años después de la demanda, Kier llegó a un acuerdo con Sega para licenciar Groove Is in the Heart en la banda sonora de Samba de Amigo para Wii, en un escenario con los personajes de Space Channel 5.